# Hanne Raabyemagle
Hanne Raabyemagle (født Bruun 29. maj 1935 på Frederiksberg) er en dansk kunsthistoriker med specialisering inden for arkitekturhistorie.

## Uddannelse og virke
Hun er datter af direktør Otto Johannes Bruun og hustru porcelænsmalerinde Ebba Bruun født Klint Jacobsen, er student fra Øregård Gymnasium 1953, var på studieophold i USA (Mount Holyoke College) 1953-55 og blev Bachelor of Arts (with Distinction in General Studies) 1955. Hun tog adgangseksamen til civilingeniørstudiet 1956 og bedrev studier ved Kunstakademiets Arkitektskole fra 1956 til 1960. Fra 1961 til 1972 var hun arkitekt både med egen praksis og på tegnestuer.
Raabyemagle blev mag.art. i kunsthistorie fra Københavns Universitet 1981 og var indtil 1982 ansat i Fredningsstyrelsen. Dernæst var hun i kompagniskab med Charlotte Iversen og Jens Høg 1982-85. Fra 1986 til 1994 har Hanne Raabyemagle været ekstern lektor i kunsthistorie ved Københavns Universitet, hvor hun også er censor (1982-84 og atter siden 1995). Hun var lærer ved DIS-Study 1984-85 og har været undervisningsassistent ved Institut for Kunsthistorie, Københavns Universitet.
Hun har siden 1988 drevet egen bygningshistorisk konsulentvirksomhed. Hun var i en årrække redaktør af årsskriftet Architectura og har kurateret temaudstillinger om arkitektur i Danmark.
Raabyemagle har især specialiseret sig i udarbejdelsen af bygningshistoriske rapporter i forbindelse med restaureringer af betydningsfulde fredede bygninger fra 17- og 1800-tallet. Disse har dannet baggrund for restaureringerne af blandt andre Christian VII's Palæ på Amalienborg, Christiansborg Ridebane og Domhuset i København.
Siden 20. september 1958 har hun været gift med overlæge Jens Raabyemagle (født 23. februar 1934 i København), søn af civilingeniør Hans Christian Raabyemagle (død 1980) og hustru sygeplejerske Ella født Krebs (død 1990).

## Hæder
På H.M. Dronningens fødselsdag 1996 blev hun Ridder af Dannebrog. I 2000 modtog hun Ole Haslunds Legat. I 2012 modtog hun på Fredensborg Slot den danske Europa Nostra-pris, som blev overrakt af D.K.H. Prins Henrik og Prins Joachim. I 2014 modtog hun N.L. Høyen Medaljen.

## Forfatterskab
- Søholm: Et landsteds bygningshistorie, Hellerup: Arkitekternes Pensionskasse 1984 (særtryk af Architectura, 6 (1984))
- Ny Vestergade 13: En kort historie om grevinde Danners vinterresidens, København: Dansk Arbejdsgiverforening 1993. ISBN 9788777551789
- (sammen med Ole Feldbæk): Den røde bygning: Frederik den Fjerdes kancellibygning gennem 275 år, København: Finansministeriet 1996. ISBN 9788778560506
- (sammen med Tove Clemmensen): Brede Hovedbygning 1795-1806, København: Nationalmuseet 1996. ISBN 9788789384498
- (sammen med Claus M. Smidt): Klassicisme i København: Arkitekturen på C.F. Hansens tid, København: Gyldendal 1998. ISBN 9788700343061 (engelsk udgave som ISBN 9788700343566)
- Christian VII's Palæ – Amalienborg, bind I: A.G. Moltkes palæ 1749-1794; bind II: Det kongelige palæ 1794-1996. 1. udgave: Chr. Ejlers' Forlag 1999 ISBN 9788772418612 (også på engelsk som ISBN 9788772418674 og ISBN 9788772418735). 2. udgave: København: Museum Tusculanums Forlag/Selskabet til Udgivelse af danske Mindesmærker 1999. ISBN 9788772898674
- Eigtved, Aristo 2006. ISBN 9788798930396